# 沃尔夫·阿尔巴赫-雷蒂
沃尔夫·阿尔巴赫-雷蒂（德語：Wolf Albach-Retty，本名沃尔夫冈·赫尔穆特·阿尔贝特·阿尔巴赫，；1906年5月28日—1967年2月21日）是一位奧地利演員。他是德國演員玛格达·施奈德的丈夫，罗密·施奈德的父亲。

## 职业生涯
出生於維也納，本名沃尔夫冈·赫尔穆特·阿尔贝特·阿尔巴赫，父母分别是帝國和皇家官员卡尔·阿尔巴赫和演員罗萨·阿爾巴赫-雷蒂，在维也纳音乐与表演艺术大学接受培訓，並在20歲時在維也納城堡剧院扮演了他的第一個角色。
1927年首次出演无声电影角色時，他還是個年輕人。1933年，阿爾巴赫-雷蒂成為党卫队的支持者，並於1940年加入纳粹党。
在第三帝國時期，他製作了爱情片和歌舞片。1936年他與玛格达·施奈德結婚並暫時取得德國國籍。1944年，他被列入德國国民教育与宣传部負責人約瑟夫·戈培爾的天賦藝術家名單，戈培爾認為這些人對納粹文化至關重要。他被列入名單使他免於服兵役義務。

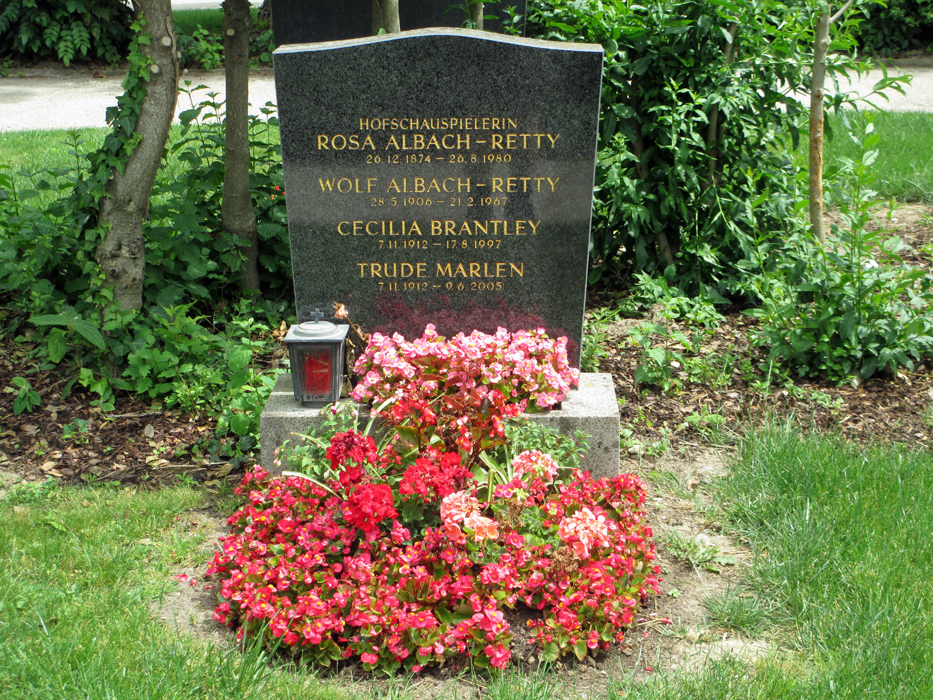
阿尔巴赫-雷蒂在维也纳中央公墓的坟墓

第二次世界大战後，他的演藝生涯變糟，因為他過去的成功不再被人們記住，他只能在電影中出演配角。他回到城堡劇院並主演了亞瑟·史尼茲勒的《阿纳托尔》等戲劇。那時他已經與演員特露德·马伦結婚，他們有一個女兒薩哈·達爾文（Sacha Darwin，* 1947）。
他死於維也納，葬於維也納的维也纳中央公墓。

## 拓展阅读
- Oliver Rathkolb: Führertreu und gottbegnadet: Künstlereliten im Dritten Reich. Österreichischer Bundesverlag, Wien, 1991, ISBN 3-215-07490-7, pp. 235–236 (* footnote 674, p. 285, source: AdR, Bundesministerium für Unterricht, Kunst und Kultur. Karton 12. Sammelakten 1946. ZI. 12 B.K./46).
- Ernst Klee: Das Kulturlexikon zum Dritten Reich: Wer war was vor und nach 1945. S. Fischer, Frankfurt am Main, 2007, ISBN 3-10-039326-0, p. 12.